# St. George Illawarra Dragons
Die St. George Illawarra Dragons sind eine professionelle Rugby-League-Mannschaft aus Australien. Sie repräsentieren die Regionen  St. George und Illawarra. Die Saints spielen zurzeit in der 1998 gegründeten, populären australischen National Rugby League (NRL). Der Verein entstand aus einem Joint Venture zwischen den St. George Dragons und den Illawarra Steelers und ist der einzige verbliebene cross-city club in der NRL. Die Vereinsfarben sind Rot und Weiß.

## Geschichte
In Folge des Super League War Mitte der 1990er Jahre hatten die Illawarra Steelers finanziell zu kämpfen und es schien unwahrscheinlich, dass der Verein die nächste Saison überleben kann. Die St. George Dragons unterbreiteten einen Vorschlag für eine Fusion und eine Finanzierung, bei der die in St. George Illawarra Dragons umbenannten Vereine sowohl in Kogarah und Wollongong spielen würden. Im Wesentlichen würde St George das Geld zur Verfügung stellen, während Illawarra eine breitere Junior- und Fan-Basis bieten würde. Mit der Absicht der NRL, die Anzahl der Teams von 20 auf 14 zu reduzieren, mit einem finanziellen Anreiz über vier Millionen Dollar und einer Lockerung der Salary Cap bei einer Fusion, sicherten die Dragons und die Steelers ihr Überleben durch die Bildung der ersten Fusion der Liga am 23. September 1998.
Schon in seiner ersten Saison marschierte der neu formierte Club bis ins Grand Final durch, wo man allerdings den Melbourne Storm knapp unterlag. In den folgenden Spielzeiten fand sich das Team eher im Mittelfeld der Tabelle wieder und erreichte nicht immer die Finals. 2009 gewannen die Saints ihre erste Minor Premiership seit der Fusion, scheiterten aber im Semi Final an den Brisbane Broncos. Ein Jahr später gelang nach erneuter Minor Premiership endlich der große Wurf und durch einen 32:8-Sieg gegen die Sydney Roosters der erste Titelgewinn für den cross-city club. 2015 erreichte man nach vierjähriger Durststrecke wieder die Finals, scheiterte allerdings in der ersten Runde an den Canterbury-Bankstown Bulldogs.

## Erfolge
- NRL

- Meisterschaft: 2010
- Vizemeisterschaft: 1999
- Erstplatzierter in der Regular Season: 2009, 2010

- World Club Challenge: 2011

### Teilnahmen von Spielern am NRL All-Stars Game
| Name              | Position                        | Teilnahme(n) | Mannschaft           |
| Matt Cooper       | Innendreiviertel                | 2010         | NRL All Stars        |
| Wendell Sailor    | Außendreiviertel                | 2010         | Indigenous All Stars |
| Jamie Soward      | Verbinder, Gedrängehalb         | 2010, 2011   | Indigenous All Stars |
| Brett Morris      | Außendreiviertel                | 2011, 2013   | NRL All Stars        |
| Jason Nightingale | Außendreiviertel                | 2012         | NRL All Stars        |
| Nathan Fien       | Hakler, Verbinder, Gedrängehalb | 2012         | NRL All Stars        |
| George Rose       | Pfeiler                         | 2015         | Indigenous All Stars |
| Trent Merrin      | Dritte-Reihe-Stürmer, Pfeiler   | 2015         | NRL All Stars        |